# Данте (волейболіст)
Данте Ґімараєш Сантуш ду Амарал (порт. Dante, 30 вересня 1980) — бразильський волейболіст, олімпійський чемпіон.

## Виступи на Олімпіадах
| Олімпіада   | Дисципліна | Місце |
| ----------- | ---------- | ----- |
| Сідней 2000 | волейбол   | 6     |
| Афіни 2004  | волейбол   | 1     |
| Пекін 2008  | волейбол   | 2     |
| Лондон 2012 | волейбол   | 2     |